# Añarbe
Añarbe es el nombre de una variedad cultivar de manzano (Malus domestica). Esta manzana está cultivada en diversos viveros entre ellos algunos dedicados a conservación de árboles frutales en peligro de desaparición. La manzana 'Añarbe' es originaria de Guipúzcoa, y actualmente se cultiva debido a su sabor ácido amargo para postre fresco de mesa, y muy apreciada en la elaboración de sidra.

## Sinónimos
- "Manzana Añarbe",
- "Añarbe Sagarra".[6][7][8][6]

## Historia
'Añarbe' es una variedad de manzana cultivada en el País Vasco, está considerada incluida en las variedades locales autóctonas muy antiguas, cuyo cultivo se centraba en comarcas muy definidas. Se caracterizaban por su buena adaptación a sus ecosistemas y podrían tener interés genético en virtud de su adaptación. Estas se podían clasificar en dos subgrupos: de mesa o de cocina, y de sidra (aunque algunas tenían aptitud mixta). Es muy apreciada en postre fresco de mesa y muy importante en la elaboración de sidra en el país vasco por su sabor ácido amargo.
'Añarbe' es una variedad mixta, clasificada como muy buena en la elaboración de sidra, también se utiliza en la mesa por su sabor ácido; difundido su cultivo en el pasado por los viveros comerciales y cuyo cultivo en la actualidad se ha reducido a huertos familiares, y apreciada también en elaboraciones culinarias. Variedad presente en Guipúzcoa, recojida en el "caserio Añarregi" de Hernani, excelente variedad para sidra.

## Características
El manzano de la variedad 'Añarbe' tiene un vigor alto, es árbol de mediana producción; florece a finales de abril; tubo del cáliz en forma de embudo corto, y con los estambres situados en su mitad.
La variedad de manzana 'Añarbe' tiene un fruto de tamaño medio; forma redondeada, algo aplastada, ligeramente asimétrica, atractiva a la vista; piel fina, brillante; con color de fondo verde amarillento, siendo el color del sobre color rojo, importancia del sobre color medio, distribución del color chapa / rayas, suavemente estriada con rayas discontinuas, presenta lenticelas diminutas, sensibilidad al "ruginoso/"russetting" (pardeamiento áspero superficial que presentan algunas variedades) débil; pedúnculo de tamaño corto y grueso, anchura de la cavidad peduncular amplia, profundidad de la cavidad pedúncular es poco profunda; calicina medio y semicerrado, profundidad de la cav. calicina poco profunda, de anchura amplia; sépalos triangulares en la base apretados. 
Carne de color blanco verdoso, con textura crujiente, de mucho zumo y mucho aroma; el sabor característico de la variedad, ácido amargo; corazón de tamaño medio, desplazado. Eje abierto. Cavidades casi imperceptibles. Semillas aristadas, puntiagudas, de tamaño medio, color marrón claro uniforme.
La manzana 'Añarbe' tiene una época de recolección a principios de otoño, madura en septiembre, de larga duración. Tiene uso mixto pues se usa como manzana para postre fresco de mesa, y también como manzana para la elaboración de sidra, como manzana sidrera es una variedad ácida amarga muy apreciada.